# Одвратност
Одвратност (енгл. Repulsion) је британски психолошки хорор трилер из 1965. године, режисера Романа Поланског, у коме главну улогу тумачи Катрин Денев. Заснован на причи коју су написали Полански и Жерар Браш, филм прати Карол, повучену, узнемирену младу жену која, када остане сама у стану који дели са својом сестром, доживљава низ кошмарних искустава. Филм се фокусира на Каролину тачку гледишта и њене живописне халуцинације и ноћне море док се суочава са мушкарцима и њиховим жељама за њом. Споредне улоге у филму имају Ијан Хендри, Џон Фрејзер, Патрик Вајмарк и Ивон Фирно.
Снимљен у Лондону, ово је био први филм Романа Поланског на енглеском језику, као и његово друго дугометражно остварење, после филма Нож у води (1962).
Филм је премијерно приказан на Канском филмском фестивалу 1965. године. Наишао је на изузетно позитивне реакције критичара и данас се сматра једним од Поланскијевих најбољих филмова. Филм је освојио награду FIPRESCI и специјалну награду жирија на Берлинском филмском фестивалу, а био је номинован за награду БАФТА у категорији за најбољу црно-белу фотографију.

## Радња
Карол Леду, стидљива белгијска маникирка, живи у Лондону са својом старијом сестром Хелен. Карол је изузетно повучена и тешко се сналази у свакодневним интеракцијама. Човек по имену Колин заљубљен је у њу и упорно покушава да је освоји, али Карол делује незаинтересовано према њему. Њу узнемирава Хеленина веза са ожењеним мушкарцем по имену Мајкл, кога Карол не воли. Посебно је нервира Мајклова навика да оставља свој бријач и четкицу за зубе у њеној чаши у купатилу, а ноћу не може да заспи због звукова који допиру из собе док њена сестра и Мајкл воде љубав.
Једног дана, док се враћала кући с посла, Карол узнемирава пукотина на плочнику. Колин наилази на њу, и она се мучи да разговара с њим. Он је одвози кући и неколико пута покушава да је пољуби, али она га одгурне и отрчи у стан, где енергично пере зубе пре него што почне да плаче. Те вечери, Хелен испитује Карол зашто је бацила Мајклову четкицу за зубе и бријач у канту за отпатке у купатилу. На послу у салону, Карол постаје све дистанциранија, једва причајући са колегиницама и муштеријама, до те мере да јој шефица нареди да оде кући тог дана.
Те вечери, Хелен и Мајкл одлазе на одмор у Италију, остављајући Карол саму у стану. Карол вади зеца из фрижидера за вечеру. Уместо да га скува, пажњу јој одвлаче бројне Мајклове ствари које су остале по стану, укључујући неопрану кошуљу чији је мирис натера на повраћање. Након што је пробала једну од сестриних хаљина, Карол види тамну фигуру у огледалу. Те ноћи чује кораке испред своје собе. Каролина изолација почиње да узима свој данак, и она три дана не одлази на посао. Једног јутра пушта воду да напуни каду, а затим одлази, што доводи до њеног преливања. Када укључи светло, на зиду се појави велика пукотина. Закључава се у своју собу и поново чује кораке. Овог пута халуцинира како јој неки човек упада у собу и силује је. Буди се у ходнику када је Колин позове телефоном, али она спушта слушалицу.
Након повратка у салон, Карол посече прст једне клијенткиње док јој ради маникир, па јој шефица поново каже да оде кући раније. Забринута колегиница проналази нескувану главу зеца у Каролиној торби. Код куће, Карол гледа стару породичну фотографију, а зид иза слике се разбија као огледало. Колин затим долази у њен стан, али Карол одбија да му отвори врата, па он провали. Он јој изјављује љубав, а она га убија свећњаком. Она чисти крв, забарикадира улазна врата и ставља Колиново тело у каду. У кревету поново доживљава исту халуцинацију силовања. Пробуди се следећег јутра, гола на поду. У наредној сцени, она хода мрачним ходником стана где се руке појављују из зидова и хватају је. Касније, бесна жена, Мајклова супруга, зове тражећи Хелен, што доводи до тога да Карол пресече телефонску жицу.
Станодавац долази да наплати станарину од Карол и Хелен. Пошто није могао да уђе због барикаде, проваљује у стан где налази Карол. Она му плаћа станарину, али њега згражава стање у стану. Угледа нескуваног зеца који и даље стоји и трули. Станодавац износи Карол предлог да не плаћа станарину ако се „побрине за њега”, и покушава да је силује када она ништа не одговори. Она га одгурне, а затим га убије Мајкловом бритвом. Потом тоне дубље у халуцинације.
Када се Хелен и Мајкл врате кући, Хелен је ужаснута стањем стана. Мајкл затиче Хелен како хипервентилира и проналази Колиново тело у кади. Хелен проналази Карол испод кревета у кататоничном стању. Њихове комшије улазе у стан док Мајкл подиже Карол и односи је напоље, смешкајући се. У дневној соби, породична фотографија — она коју је Карол раније посматрала — приказује Карол као дете, како гледа старијег мушког члана породице са изразом мржње, док се остали на фотографији смеју камери.

## Улоге
| Глумац         | Улога            |
| -------------- | ---------------- |
| Катрин Денев   | Карол Леду       |
| Ијан Хендри    | Мајкл            |
| Џон Фрејзер    | Колин            |
| Ивон Фирно     | Хелен Леду       |
| Патрик Вајмарк | станодавац       |
| Рене Хјустон   | госпођица Балч   |
| Валери Тејлор  | мадам Дениз      |
| Џејмс Вилијерс | Џон              |
| Хелен Фрејзер  | Бриџет           |
| Хју Фачер      | Реџи             |
| Моника Мерлин  | госпођа Рендлшам |